# Agrostis tehuelcha
Agrostis tehuelcha é uma espécie de gramínea do gênero Agrostis, pertencente à família Poaceae.